# Samarkand
Samarkand je třetí největší město v Uzbekistánu, jehož populace v roce 2021 přesáhla 550 tisíc obyvatel. Po plánovaném připojení příměstských čtvrtí přesáhne populace Samarkandu 1 milion obyvatel, čímž se po Taškentu stane druhým největším městem v Uzbekistánu. Jeho počátky sahají až do období kolem roku 700 př. n. l. Má za sebou bohatou historii a v současné době se ve městě nachází řada starobylých památek. V roce 2001 byl Samarkand jako křižovatka kultur zařazen na Seznam světového dědictví UNESCO.

## Historie
Město pravděpodobně založili skytští Sogdové, podle nichž se nazývala historická oblast Sogdiana s centrem v Samarkandu. Město na Hedvábné stezce patřilo spolu s Bucharou k největším městům ve střední Asii, kde se mísila různá náboženství. Po dobytí Alexandrem Velikým roku 329 př. n. l. se město dostává do oblasti helénského vlivu. Ve 3. století je město dobyto a stává se součástí Sásánovské říše, později pod vliv turkických kmenů. Samarkand zažívá rozkvět jako významné centrum dálkového obchodu.
Na začátku 7. století se Samarkand dostává pod muslimskou nadvládu Umajjovců, Abbásovců a Sámánovců, které na počátku 11. století vystřídaly další turkické kmeny. V té době tu krátce pobýval vzdělanec Omar Chajjám.
Ve 12. století dobyl Samarkand Čingischán a stal se tak součástí mongolské říše. Později jej popisují Marco Polo a ibn Battúta jako velké a nádherné, jedno z nejvelkolepějších měst světa. Tamerlán ze Samarkandu udělal své hlavní město a jeho vnuk Ulugbek zde zbudoval jednu z nejvýznamnějších astronomických observatoří středověku.
Na začátku 16. století se město dostává pod nadvládu Uzbeků a součástí Bucharského chanátu. Roku 1868 se město stává součástí Ruské říše, nejdříve hlavní město Samarkandské oblasti, později část Turkestánu. Za SSSR se na krátko stává hlavním městem Uzbecké sovětské socialistické republiky, vystřídal jej však roku 1930 Taškent.

## České stopy v Samarkandu
Do 28. srpna 1973 jezdily v Samarkandu tramvaje. V rámci své předvolební kampaně na post prezidenta republiky tehdejší uzbecký premiér a dnešní prezident Šavkat Mirzijojev dne 5. října 2016 během návštěvy Samarkandu veřejně přislíbil obnovení tramvajové dopravy ve městě. První tramvaje od české firmy PRAGOIMEX a.s. dorazily do Samarkandu již 17. října 2016. Po vybudování kolejí a další potřebné infrastruktury byl zkušební provoz českých tramvají v Samarkandu zahájen dne 23. března 2017, slavnostní zahájení provozu se uskutečnilo dne 15. dubna 2017 za účasti prezidenta Šavkata Mirzijojeva. Dne 23. května 2017 začala výstavba druhé tramvajové linky od nádraží na Sijabský trh, která byla ukončena 3. srpna 2017, provoz na ni byl ale zahájen až o půl roku později 3. února 2018.
Samarkand je spjat se jménem slavného českého malíře a sochaře Karla Součka (nar. 1. 6. 1885 v Náchodě, zemřel 9. 11. 1972), který se po praxi u sochaře J. Říhy a studiu na umělecko průmyslové škole v Praze a později v Rusku (v Tiflisu na odbočce petrohradské akademie umění) a Turkmenistánu (v dnešním Turkmenbaši) v roce 1918 stal profesorem a později ředitelem umělecké školy v Samarkandě. V roce 1922 se vrátil do Československa a přivezl s sebou mnohé obrazy s motivy ze Samarkandu, například „Bazar v Samarkandu“, „Gur-Emirův hrob Tamerlána“, „Mešita Tilla-Kari“, „Minaret Mandrassy Mirza-Ulugbeg“, „Před bohoslužbou v Registanu poblíž Madrassy Shir-Dar“ nebo „Pohled na ruiny mešity Bibi-Chanim“. Mnohé jeho obrazy jsou ale dosud v soukromých i institucionálních sbírkách v Samarkandu.
Další českou stopou v Samarkandu je pivovar Pulsar, jehož historie se začala psát v letech 1885-1886, kdy byl v Samarkandu objeven a navrtán vydatný pramen lahodné minerální vody. Na jeho místě vybudoval německý podnikatel Otto von Baray za pomocí českých projektantů, stavitelů a sládků první pivovar ve Střední Asii. V návaznosti na dlouhou tradici evropského pivovarnictví byl závod na tehdejší dobu vybaven moderním zařízením. S tímto vybavením a nejlepší vodou v širokém okolí, vyráběl pivovar za bedlivé pozornosti českých sládků tradiční chmelové pivo. Poté, co se Samarkand v květnu 1925 stal hlavním městem Uzbecké sovětské socialistické republiky, dostal pivovar název „Pivovar číslo 1“. Díky iniciativě českého podnikatele Jána Dohnala vznikl v roce 1996 společný uzbecko-český podnik „Samarkand-Praga“. V roce 2014 jej nahradila společnost "PULSAR GROUP BREWERY" v čele s jednatelem a zároveň hlavním sládkem pivovaru Jaroslavem Kovaříčkem. Závod rozšířil svou produkci piva, vyráběného pod různými názvy (např. Pulsar Gold, Pulsar Silver, Asia, Bočka, Pražskoje), také o výrobu nealkoholického piva a sycených nealkoholických nápojů. Celý závod obsahuje technologie dodané firmami z České republiky.
Hned vedle pivovaru Pulsar se nachází pivovarská restaurace „Pivobar Bečka“ (rusky „Pivobar Bočka“), jejíž interiér byl vybudován v jednoduchém stylu české hospody s lustry ve tvaru hořící pochodně a který návštěvníkům jako jedno z mála restauračních zařízení v celém Uzbekistánu nabízí vedle točeného piva Pulsar i vepřové klobásky a další české speciality.
V době prvního evropského předsednictví ČR v roce 2009 vznikla myšlenka otevřít v Samarkandu českou restauraci „Zlatá Praha“, která by pomáhala obyvatele Samarkandu seznámit s českou kulturou a tradicemi, a především s českou národní kuchyní. Budova restaurace Zlatá Praha byla postavena během 12 měsíců na hlavní ulici Mirzo Ulugbeka asi kilometr od pivovaru Pulsar. Obrazy a fresky, vitráže a tapisérie jsou všechno ruční práce. Každý kout restaurace je jakoby samostatnou částí České republiky. Konceptem projektu byly doplňky z České republiky - originální pivní sudy, nádobí, zařízení tradičně používané pražskými sládky, vozíky, které sloužily k přepravě sudů s pivem, koňské obojky a další věci ze starých Čech. Interiér je vyroben tak, abyste se cítili jako ve starém Česku. Prvním šéfkuchařem byl Jaroslav Ševčík. Restauraci v roce 2010 slavnostně otevřel tehdejší velvyslanec České republiky Robert Kopecký.
Během druhého evropského předsednictví ČR v roce 2022 byla ve čtyřhvězdičkovém hotelu Savitsky Plaza nacházejícím se v moderním areálu Silk Road Samarkand otevřena restaurace a pivní bar Khmelnov s vlastním minipivovarem, který dodala česká firma. Restaurace vedle několika druhů piva nabízí také jídla české, rakouské a německé kuchyně.

## Partnerská města
- Balch, Afghánistán
- Buchara, Uzbekistán
- Cuzco, Peru
- Eskişehir, Turecko
- Gandža, Ázerbájdžán (2023)
- Istanbul, Turecko
- Smyrna, Turecko
- Láhaur, Pákistán
- Lvov, Ukrajina
- Merv, Turkmenistán
- Níšápúr, Írán

## Galerie

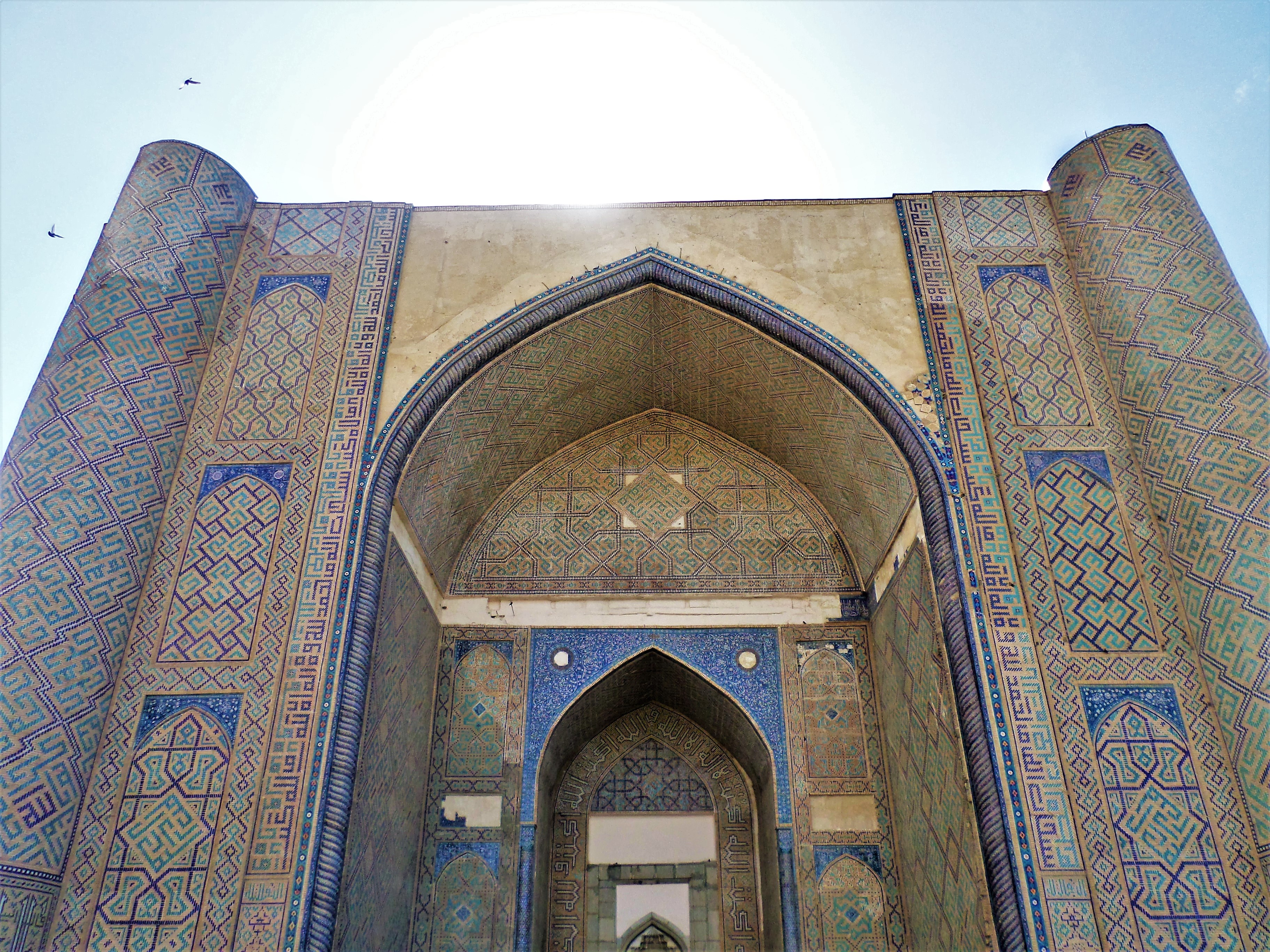
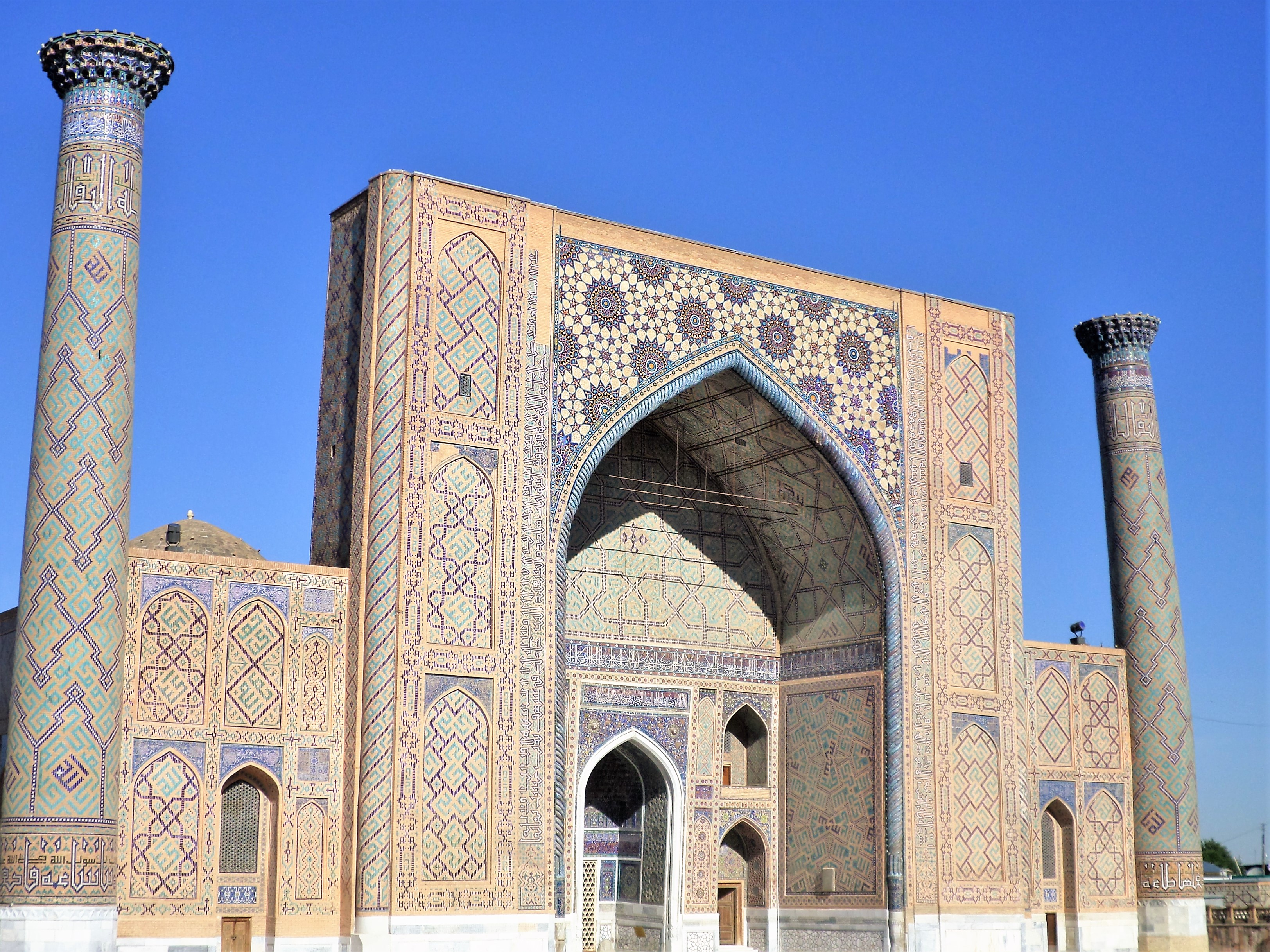
madrasa na náměstí Registán
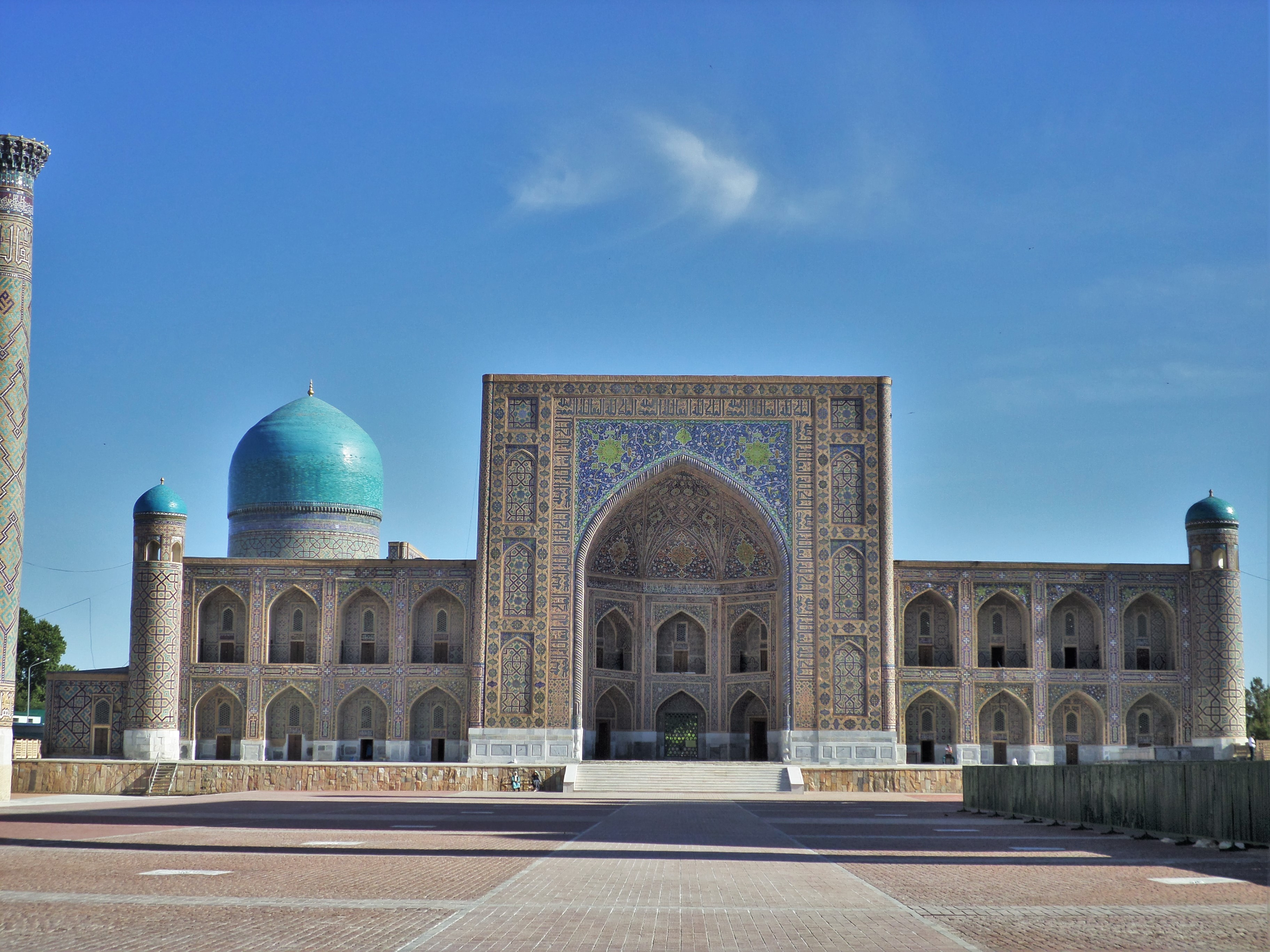
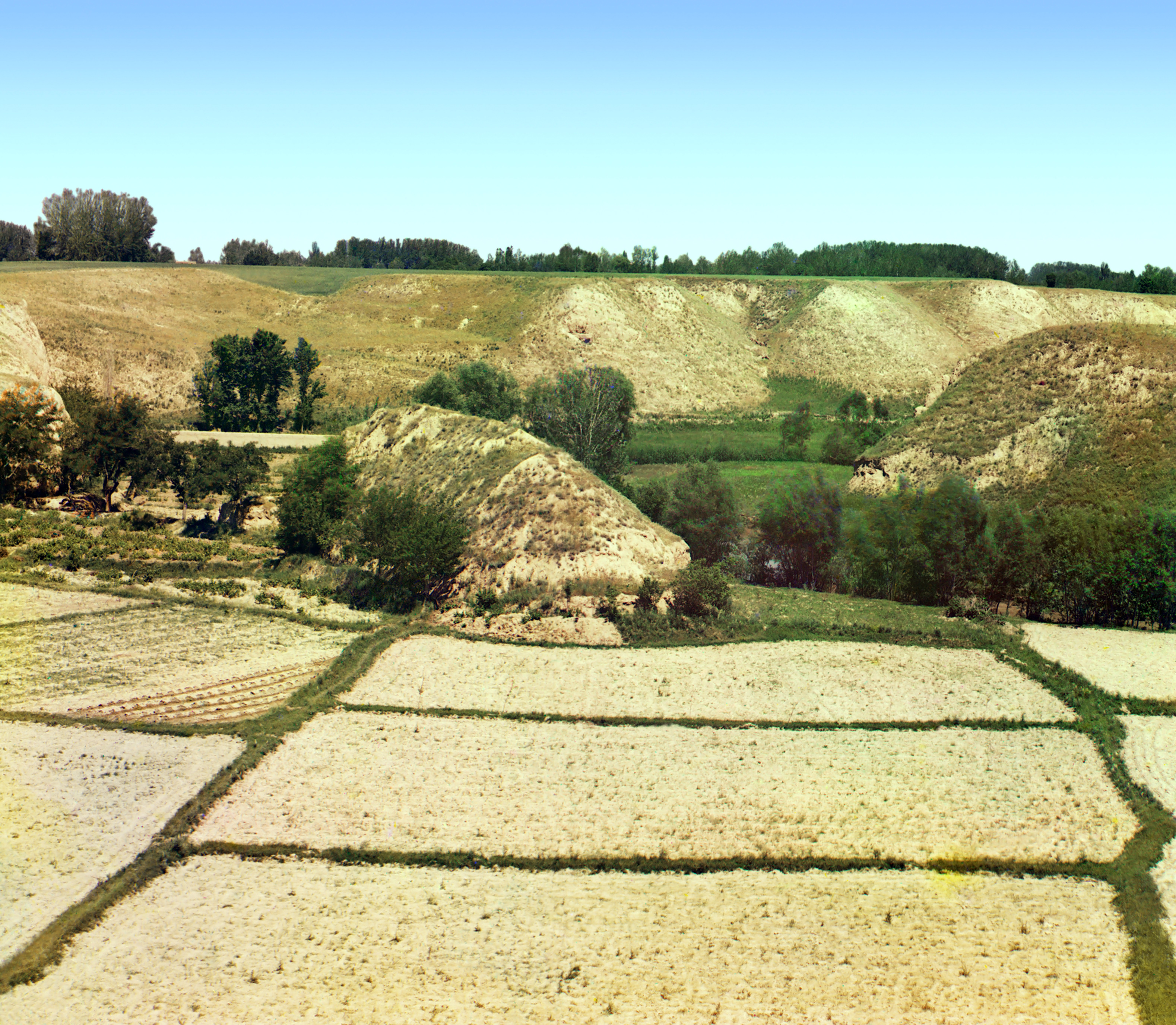
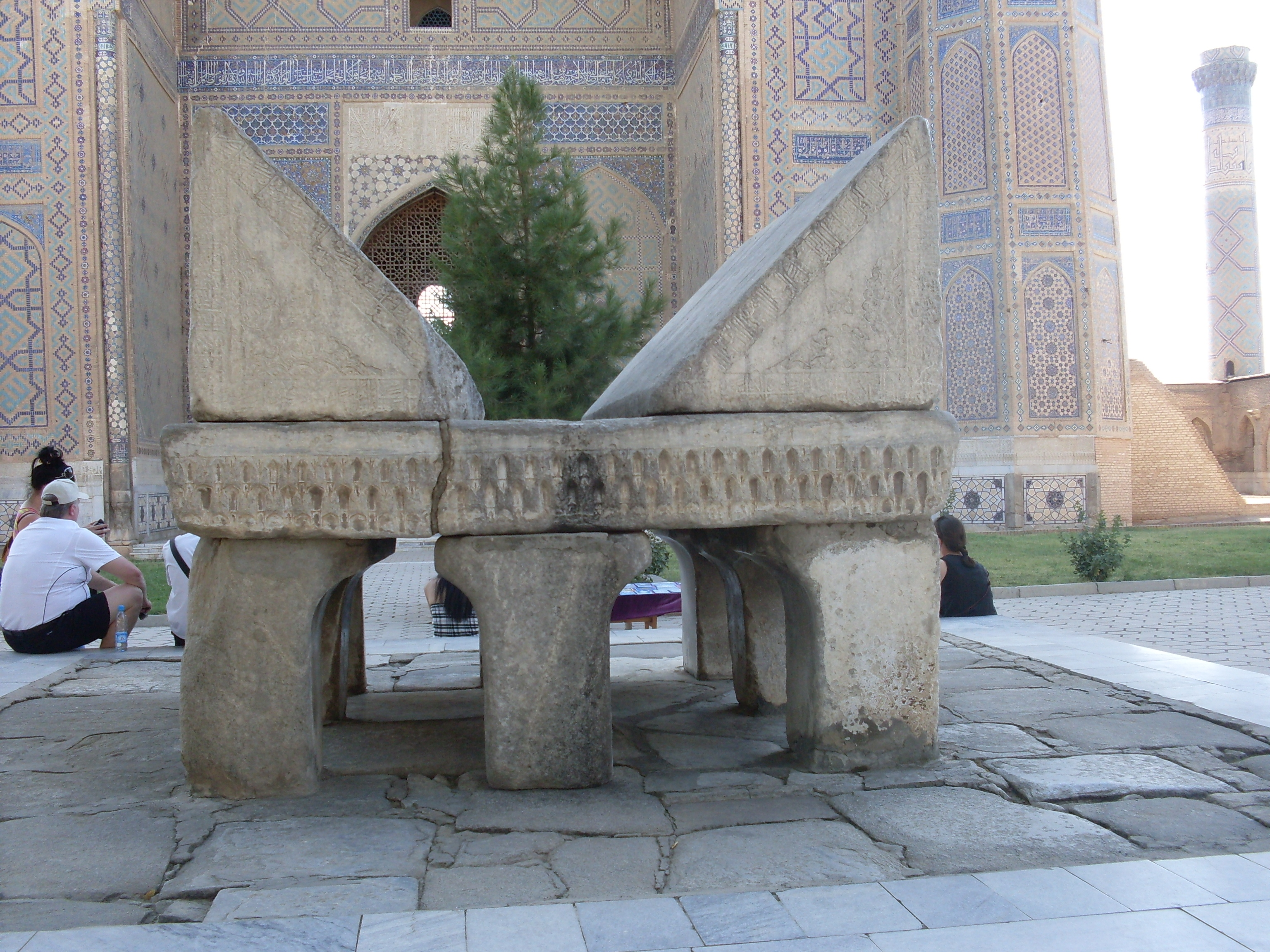
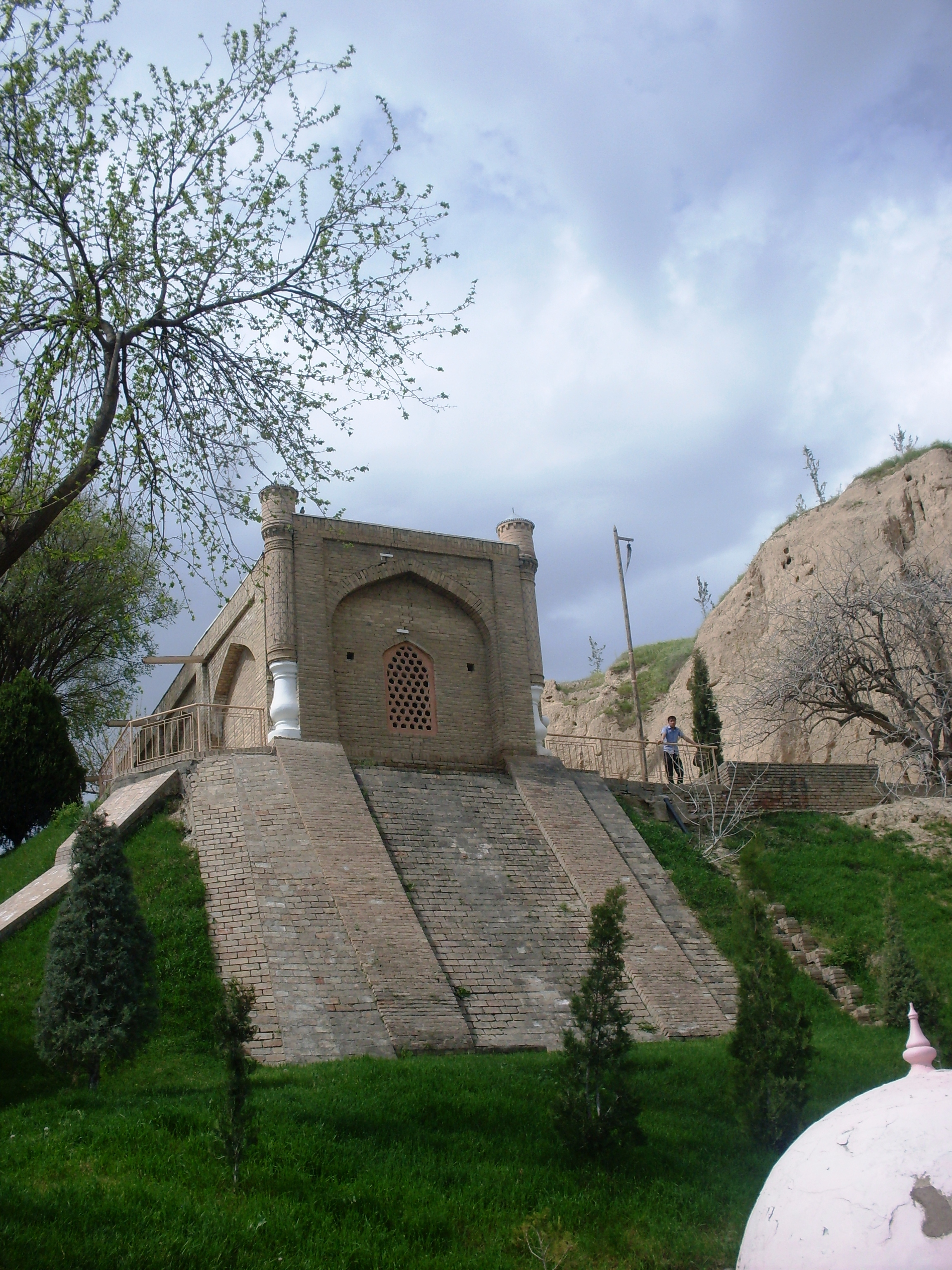
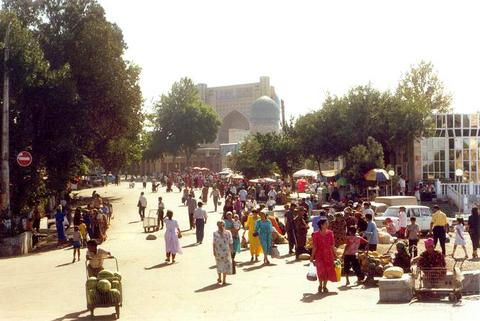
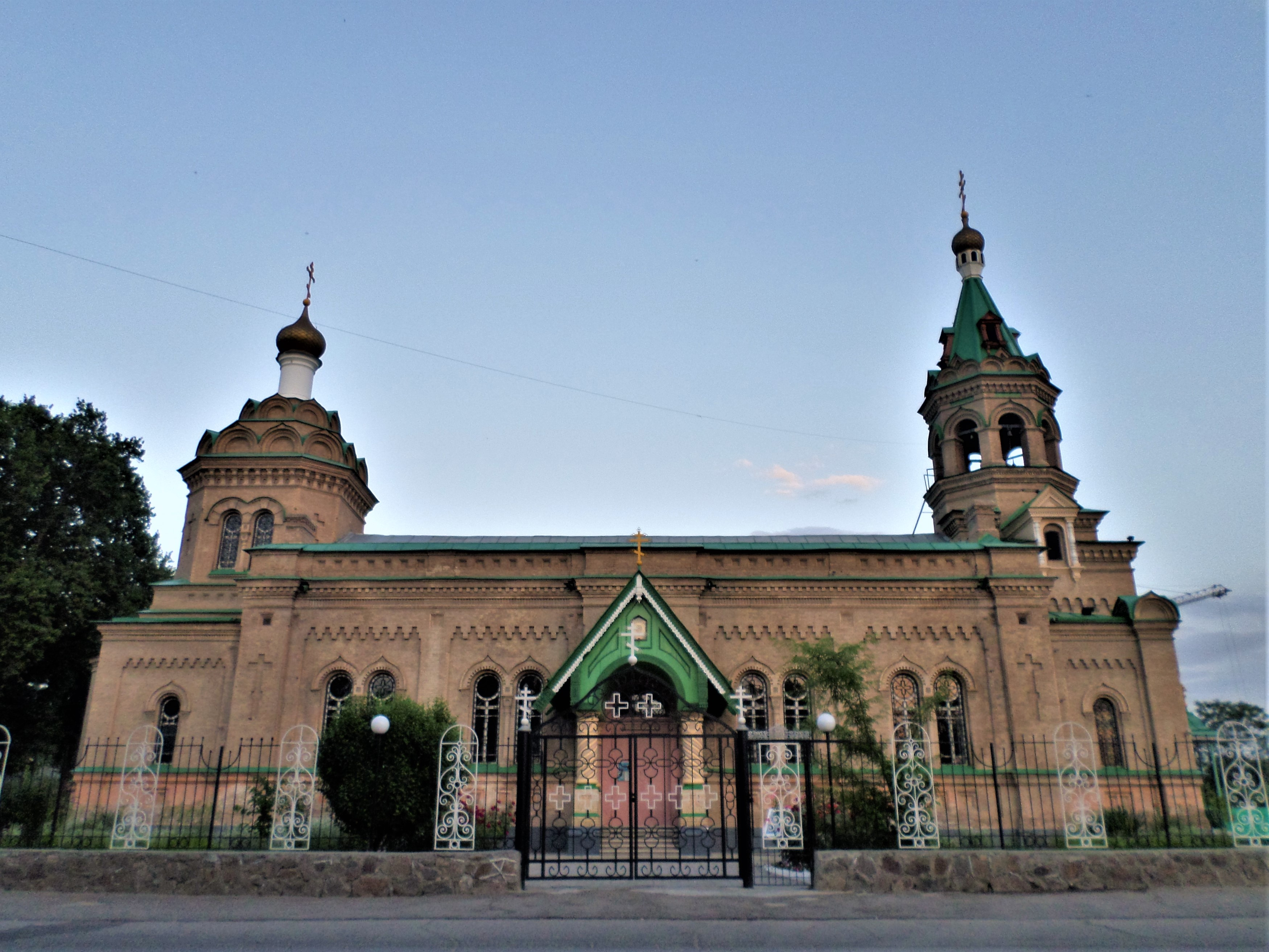
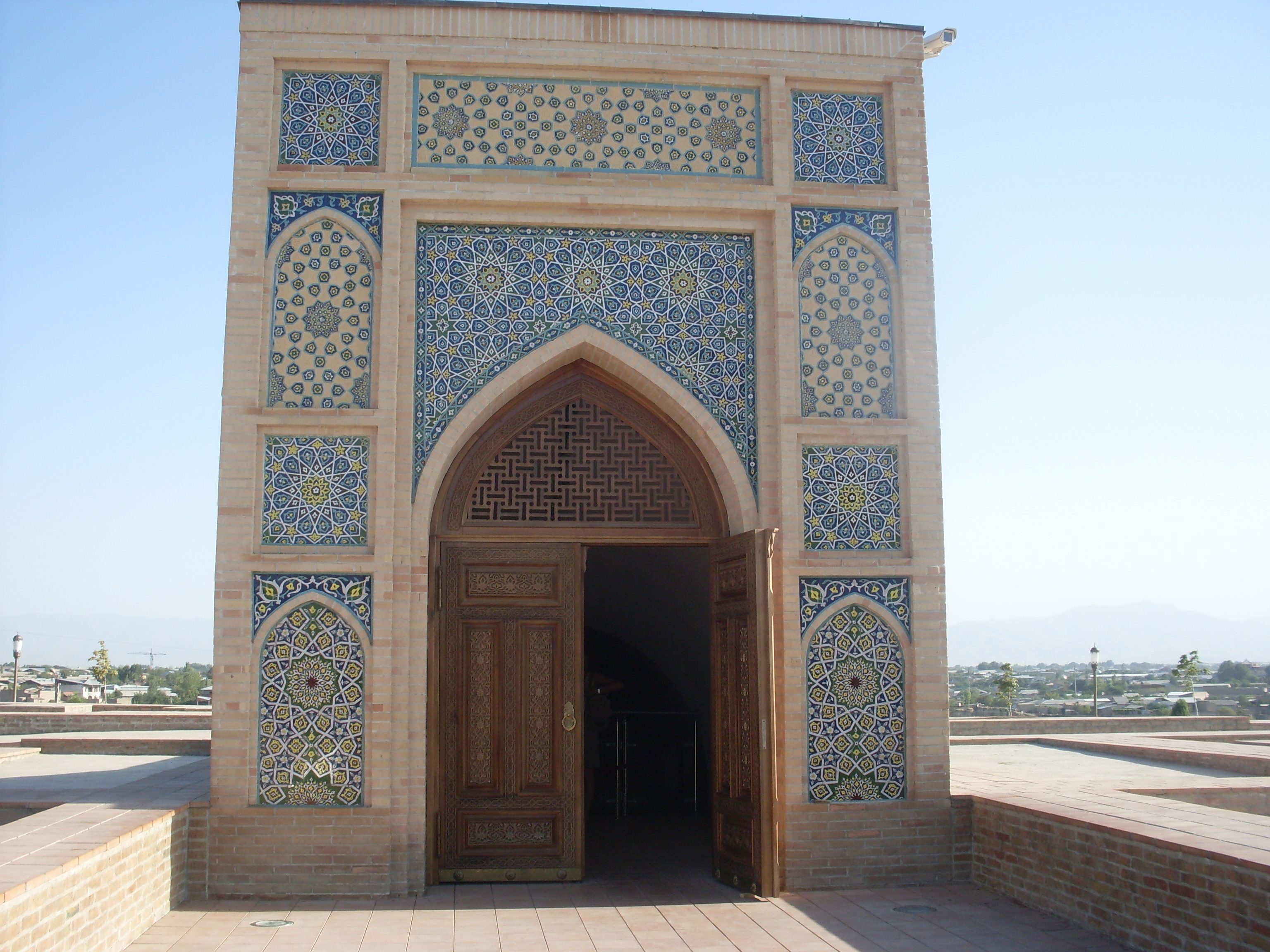
Ulugbekova observatoř